# 杯子是半空還是半滿？

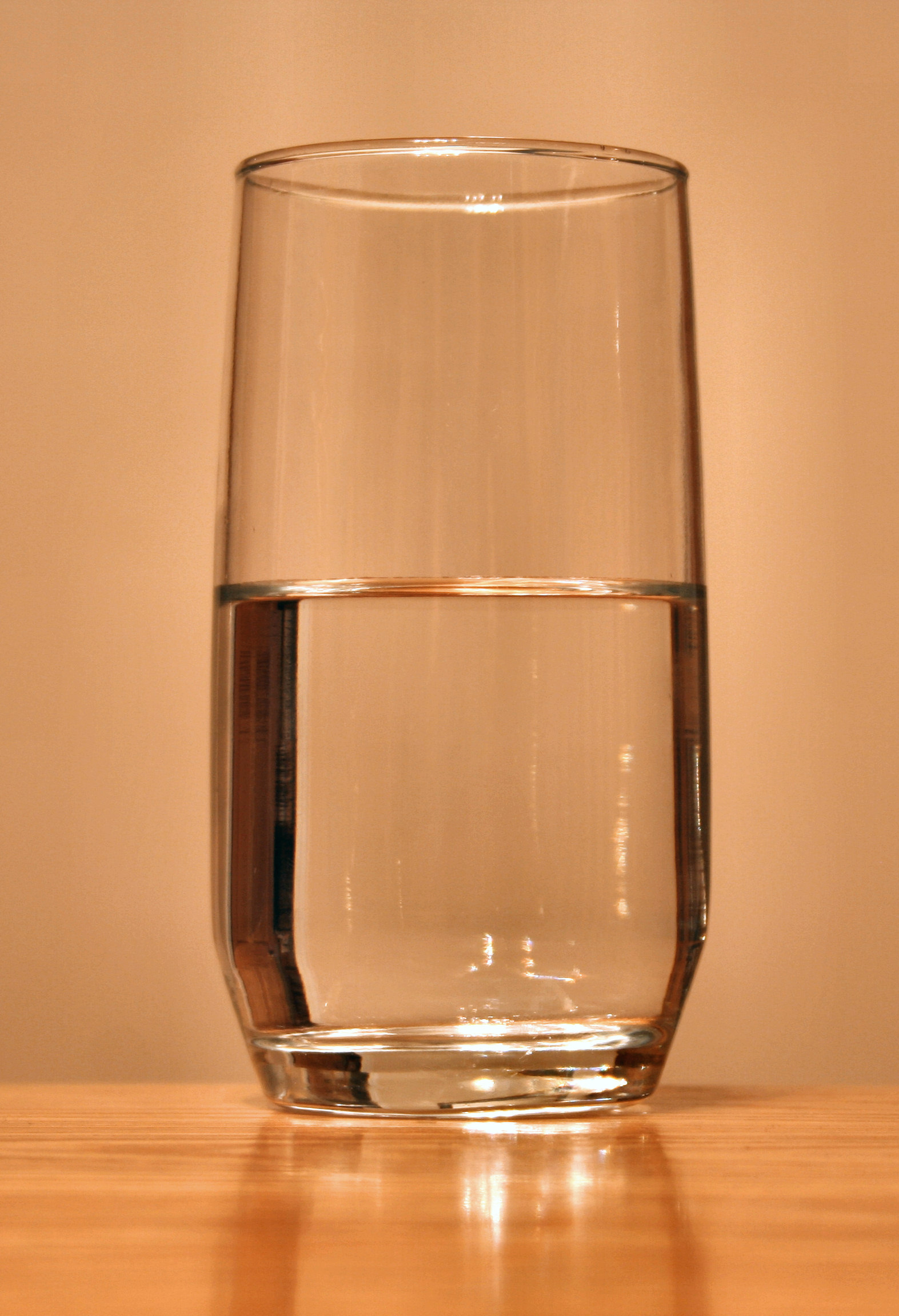
杯子是半空還是半滿？

「杯子是半空還是半滿？」（英語：Is the glass half empty or half full?）是一句英語熟语，用於表達悲观主义者及樂觀主義者即使面對同一件事，亦會有不同看法——根據傳統觀點，乐观主义者會看到「杯子是半滿」，悲观主义者則會看到「杯子是半空」。部分人會以這一問題測試別人的世界觀。
研究顯示，說者對環境的認知會反映在他所選擇的框架上，而聽者則很容易察覺到此事。例如當事人可能會就着杯子在之前的狀態，而給出「杯子是半空還是半滿？」這道問題的答案。
除了「半空」或「半滿」之外，亦有人把這道問題的回答方法延伸下去，比如兰德尔·门罗在《如果這樣，會怎樣？》一著中假設了以下情況「一杯滿是水的杯子突然變成半真空的杯子會怎麼樣？」，他的結論是底下變真空的那杯會破裂，上方真空的那杯則會回復至平常狀態。亦有說法認為現實主義者只會接受有杯子在面前的事實。